# Артаниш (село)
Артаниш (арм. Արտանիշ) — село в Гегаркуникской области Армении.

## География
Село расположено в северо-восточной части марза, на северном берегу Артанишского залива озера Севан, при автодороге , на расстоянии 72 километров к северо-востоку от города Гавар, административного центра области. Абсолютная высота — 1975 метров над уровнем моря.
Климат
Климат характеризуется как умеренно холодный, влажный (Dfb в классификации климатов Кёппена). Среднегодовая температура воздуха составляет 5,5 °C. Средняя температура самого холодного месяца (января) составляет −5,1 °С, самого жаркого месяца (августа) — 15,9 °С. Расчётная многолетняя норма атмосферных осадков — 556 мм. Наибольшее количество осадков выпадает в мае (93 мм).

## Население
По данным «Сборника сведений о Кавказе» за 1880 год в селе Арданич Новобаязетского уезда по сведениям 1873 года было 48 дворов и проживало 389 азербайджанцев (указаны как «татары»), которые были шиитами.
По данным Кавказского календаря на 1912 год, в селе Арданич Новобаязетского уезда проживало 1043 человека, в основном азербайджанцев, указанных как «татары».
| Год переписи | Население          | Население          | Население          | Население            | Население            | Население            |
| Год переписи | Наличное население | Наличное население | Наличное население | Постоянное население | Постоянное население | Постоянное население |
| Год переписи | Всего              | Мужчины            | Женщины            | Всего                | Мужчины              | Женщины              |
| ------------ | ------------------ | ------------------ | ------------------ | -------------------- | -------------------- | -------------------- |
| 2001         | 720                | 321                | 399                | 735                  | 331                  | 404                  |
| 2011         | 748                | 357                | 391                | 756                  | 364                  | 392                  |

| Год  | Численность | Численность |
| ---- | ----------- | ----------- |
| 1831 | 119         | [ 10 ]      |
| 1897 | 788         | [ 10 ]      |
| 1926 | 1257        | [ 10 ]      |
| 1939 | 1643        | [ 10 ]      |
| 1959 | 1406        | [ 10 ]      |
| 1970 | 2034        | [ 10 ]      |
| 1979 | 2037        | [ 10 ]      |
| 1989 | 144         | [ 10 ]      |
| 2001 | 735         | [ 10 ]      |
| 2011 | 756         | [ 11 ]      |